# Епархия Ричмонда
Епархия Ричмонда (лат. Dioecesis Richmondiensis) — епархия Римско-Католической церкви с центром в городе Ричмонд, США. Епархия Ричмонда входит в архиепархию Балтимора. Кафедральным собором епархии Ричмонда является Собор Святейшего Сердца Иисуса.

## История
11 июля 1820 года Святой Престол учредил епархию Ричмонда, выделив её из архиепархии Балтимора. 
19 июля 1850 года епархия Ричмонда уступила часть своей территории новой епархии Уилинга (сегодня — Епархия Уилинг-Чарлстона). 15 августа 1858 года епархия Ричмонда вступила в митрополию Балтимора. 
28 мая 1974 года епархия Ричмонда уступила часть своей территории новой епархии Арлингтона.

## Ординарии епархии
- епископ Патрик Келли[англ.] (19.07.1820 — 09.02.1822) — назначен епископом Уотерфорда и Лисмора
- епископ Ричард Винсент Уилан (19.12.1840 — 23.07.1850) — назначен епископом Уилинга
- епископ Джон Макгилл[англ.] (23.07.1850 — 14.01.1872)
- епископ Джеймс Гиббонс (30.07.1872 — 20.05.1877) — назначен архиепископом Балтимора
- епископ Джон Джозеф Кин[англ.] (28.03.1878 — 12.08.1888) — назначен ректором Католического университета Америки и архиепископом Дубьюка
- епископ Августин Ван де Вивер[англ.] (16.07.1889 — 16.10.1911)
- епископ Дэнис Джозеф О’Коннелл[англ.] (19.01.1912 — 15.01.1926)
- епископ Эндрю Джеймс Луи Бреннан[англ.] (28.05.1926 — 14.04.1945)
- епископ Питер Лео Айретон[англ.] (14.04.1945 — 27.04.1958)
- епископ Джон Джойс Рассел[англ.] (03.07.1958 — 28.04.1973)
- епископ Уолтер Фрэнсис Салливан[англ.] (04.06.1974 — 16.09.2003)
- епископ Фрэнсис Ксавье Ди Лоренцо[англ.] (31.03.2004 — 17.08.2017)
- епископ Барри Кристофер Кнестаут[англ.] (с 05.12.2017)

## Источник
- Annuario Pontificio, Libreria Editrice Vaticana, Città del Vaticano, 2003, ISBN 88-209-7422-3